# 23-я улица (линия Бродвея, Би-эм-ти)
|   |     |     |     |     |   |
| · | · л | · э | · э | · л | · |

|   |     |     |     |     |   |
| · | · л | · э | · э | · л | · |

«23-я улица» (англ. 23rd Street) — станция Нью-Йоркского метрополитена, расположенная на линии Бродвея, Би-эм-ти. Станция находится в Манхэттене, во Флэтайронском квартале, на пересечении Бродвея с 23-й улицей. На станции останавливаются маршруты: N (ночью и в выходные), Q (ночью), R (круглосуточно, кроме ночи) и W (в будни днём и вечером до 23:00). Станцию проходят без остановки маршруты N (в будни днём и вечером) и Q (круглосуточно, кроме ночи).
Станция представлена двумя боковыми платформами, расположенными на четырёхпутном участке линии. Название станции представлено как в виде мозаики на стенах, так и в виде стандартных чёрных табличек на колоннах. Лифтами не оборудована.
Станция имеет два выхода. Первый выход приводит к перекрёстку Бродвея с 28-й улицей. Турникеты расположены прямо на платформах, вследствие чего бесплатно перейти с одной платформы на другую невозможно. Платформа для поездов на Бруклин имеет выходы к западным углам перекрёстка, для поездов на Квинс — к восточным. Второй выход приводит к 22-й улице. Устройство выхода такое же, за исключением перехода между платформами — здесь это сделать можно. Станция отреставрирована в 2001 году.
3 января 1999 года Эндрю Голдштейн, страдавший душевной болезнью (шизофреник), столкнул с платформы журналистку Кендру Уэбдейл. Женщина была насмерть сбита прибывающим поездом N. В 2006 году Голдштейна приговорили к 23 годам лишения свободы, несмотря на его состояние здоровья. Этот инцидент привёл к принятию закона на уровне штата Нью-Йорк, по которому людей, страдающих психическими заболеваниями, допустимо отправлять на лечение вместо тюремного заключения.

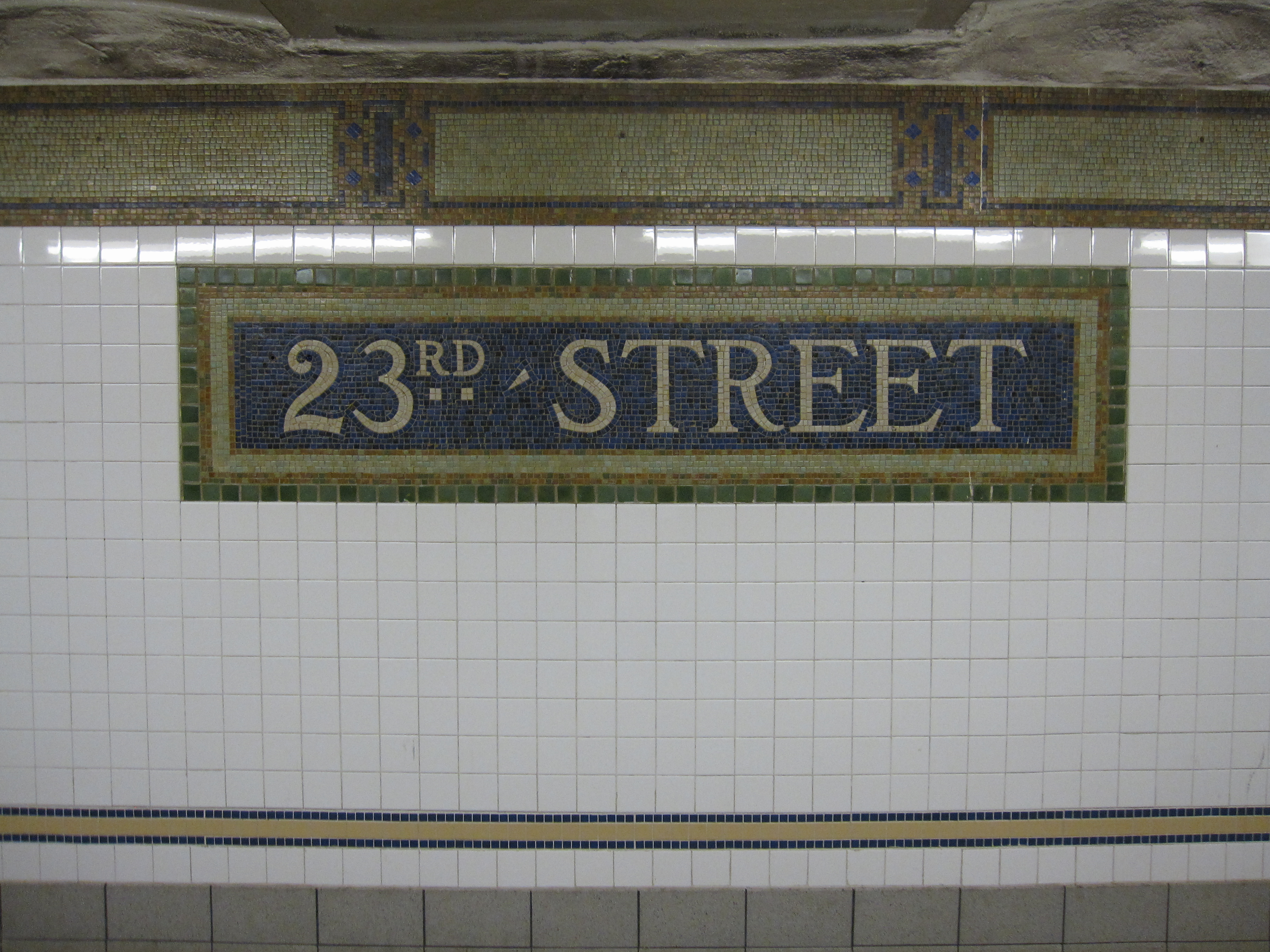
Мозаика с названием станции
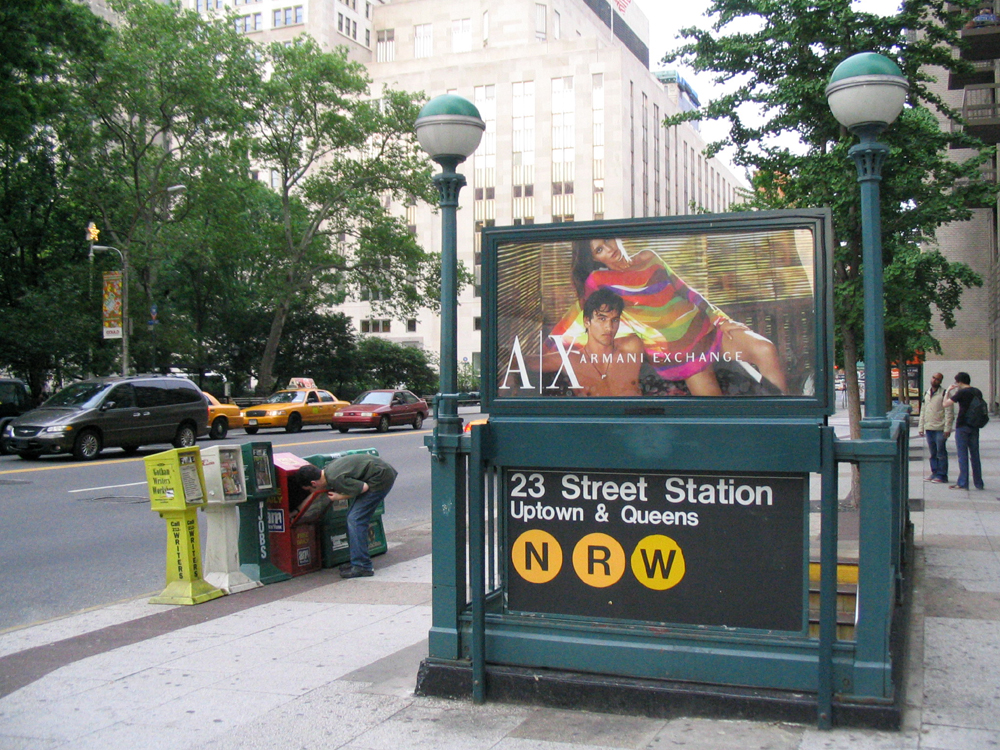
Выход со станции